# Acri (Italia)
Acri (AFI: [ˈaːkri], Èacri in dialetto locale) è un comune italiano di 18 254 abitanti della provincia di Cosenza in Calabria.

## Geografia fisica

### Territorio
Il centro urbano è situato a 720 m s.l.m. ai piedi della Sila e della montagna della Noce e il suo territorio si estende per oltre 200 km². Porta nord della Sila, la parte più antica, dalla quale è possibile osservare le alte cime del Pollino, domina la valle del Mucone e la valle del Crati.
Ne attraversano il territorio i seguenti fiumi: il Mucone, il Calamo, il Duglia (chiamato anche fiume degli schiavi) affluente del Crati (di km 51,59), il San Martino (affluente del Mucone), il Cieracò affluente di sinistra del Mucone, il Coriglianeto che sbocca nel mar Ionio attraversando la città di Corigliano-Rossano, il Chàdamia che sbocca nel mar Ionio, il Trionto, che attraversa la valle dell'Esaro e sbocca nel mar Ionio, il Galatrella (km 42,47) che sbocca nel mar Ionio. Nel territorio di Acri nasce anche il torrente Mizofato.
Nel periodo 2006-2015 il comune di Acri risulta essere fra i comuni dove più si sono verificati casi di incendio boschivo ad opera
di ignoti.

### Clima
Il clima è di tipo mediterraneo.

## Origini del nome
L'etimologia del lemma Acri deriverebbe dal greco ακρα (Akra) che significa sommità. Tale nome è attestato già nel 1324 quando se ne fa riferimento con la frase In castro Acri ovvero 'nella città fortificata di Acra'. Secondo alcuni occuperebbe il posto di Acheruntia o di una città bruzia chiamata Acra. Gli abbondanti ritrovamenti archeologici degli ultimi anni suggeriscono la presenza di una città pre bruzia, probabilmente da identificare con Pandosia Bruzia fondata e capitale del regno di Italo, re degli Enotri (e degl'Itali-Morgeti), dal cui nome deriverebbe la parola Italia.  Gli abitanti si chiamano acresi, ma da alcuni decenni emerge la tendenza a usare acritani, che ricalca il dialettale acriteani.

## Storia

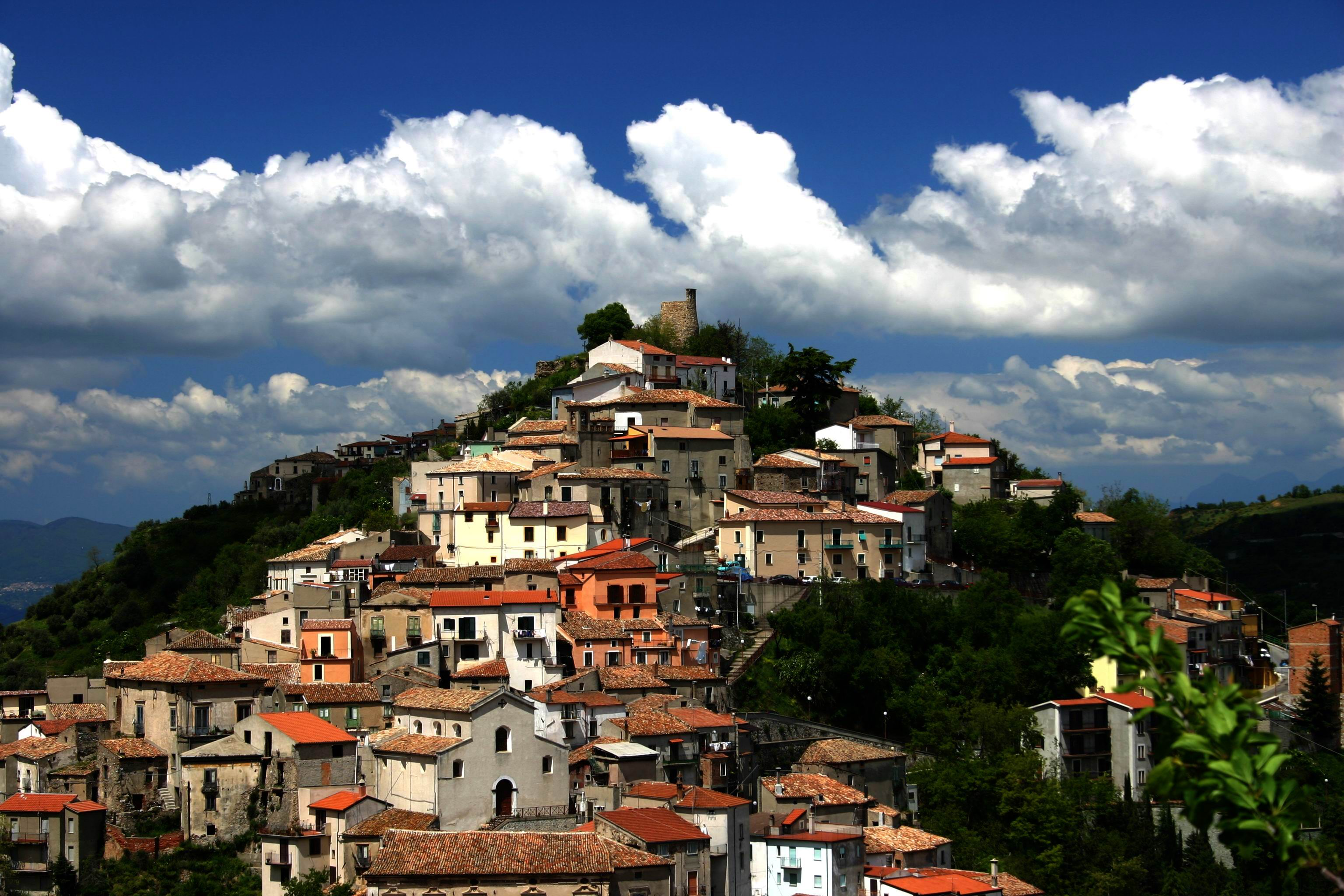
Quartiere Picitti-Santa Croce

(Vincenzo Julia)

### Simboli
Lo stemma è stato riconosciuto con D.P.C.M. del 30 agosto 1952.
Il simbolo araldico della città di Acri è rappresentato da tre monti sormontati da tre stelle, con la dicitura: "Acrae, Tri Vertex, Montis Fertilis, U.A. (Universitas Acrensis)".
Il più antico stemma araldico conosciuto della città di Acri è presente sul portone d'ingresso della chiesa e del convento di San Domenico antica (San Giovanni il Battista), stemma in pietra realizzato nel 1524, insieme allo stemma delle famiglie feudatarie dell'epoca i principi San Severino da Bisignano.
Il gonfalone, concesso con D.P.R. del 6 ottobre 1953, è un drappo di rosso.

## Monumenti e luoghi d'interesse

### Architetture religiose
- Chiesa della Madonna del Rinfresco, edificata dal parroco Giacomo De Piris nel 1521.
- Chiesa e convento di San Francesco di Paola.
- Basilica di Sant'Angelo d'Acri.
- Chiesa di Santa Chiara.
- Chiesa Antica dei Frati Cappuccini e l’annesso convento.
- Chiesa dell'Annunziata, la cui prima citazione storica è ad opera del vescovo Ruffino nel 1269, peculiare il campanile su tre piani in pietra bianca. Al suo interno si ritrovano affreschi di Raffaele d'Alvisio, nella chiesa antica ora trasformata in sacrestia, fu scoperto recentemente un affresco di stile bizantino-gotico raffigurante la deposizione di Gesù Cristo sul Golgota di artista ignoto, in basso diciture in gotico antico in parte mutilita.

Basilica di Sant'Angelo

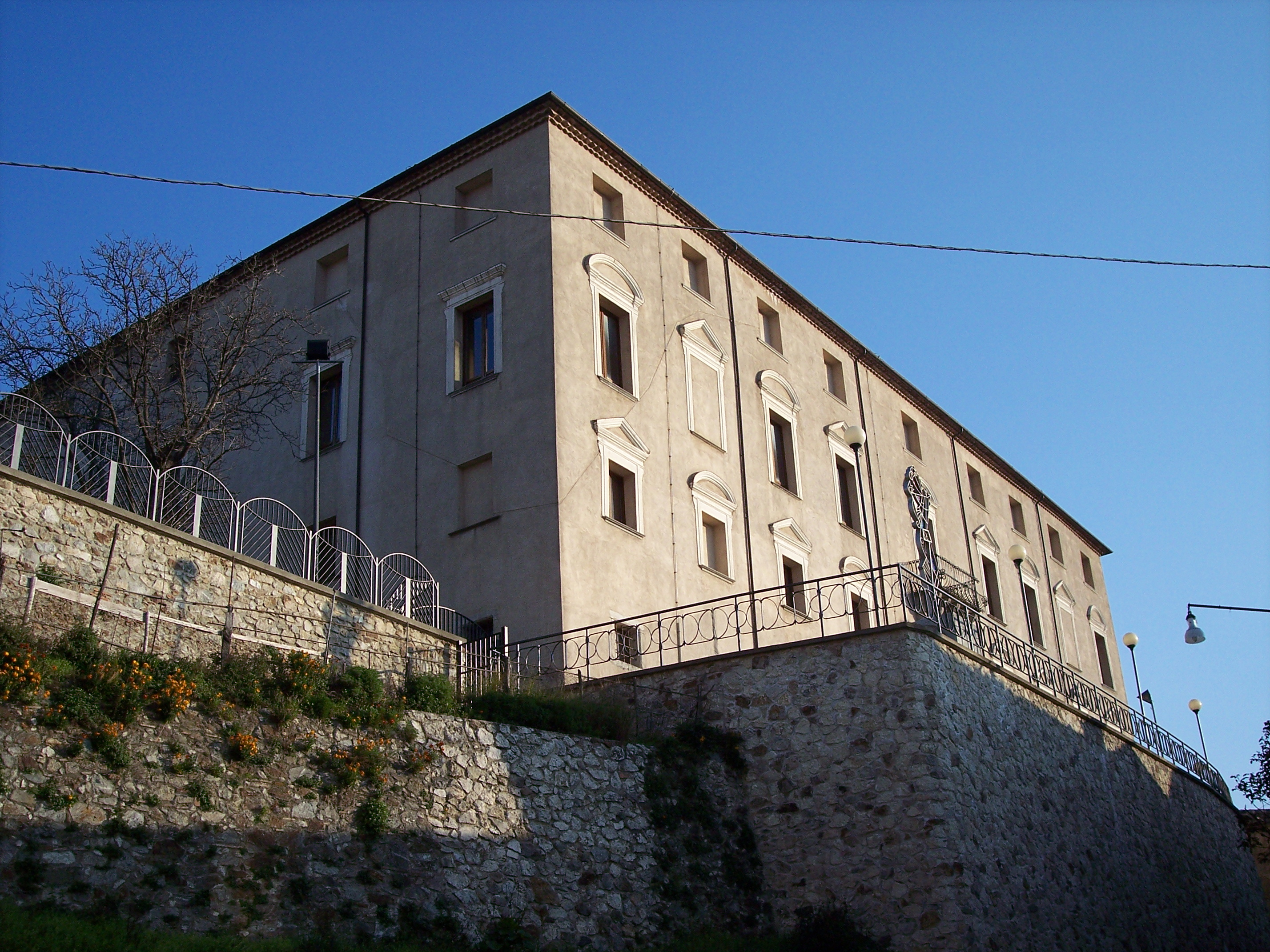
Palazzo dei Principi Sanseverino di Bisignano, poi Falcone, del XVII secolo

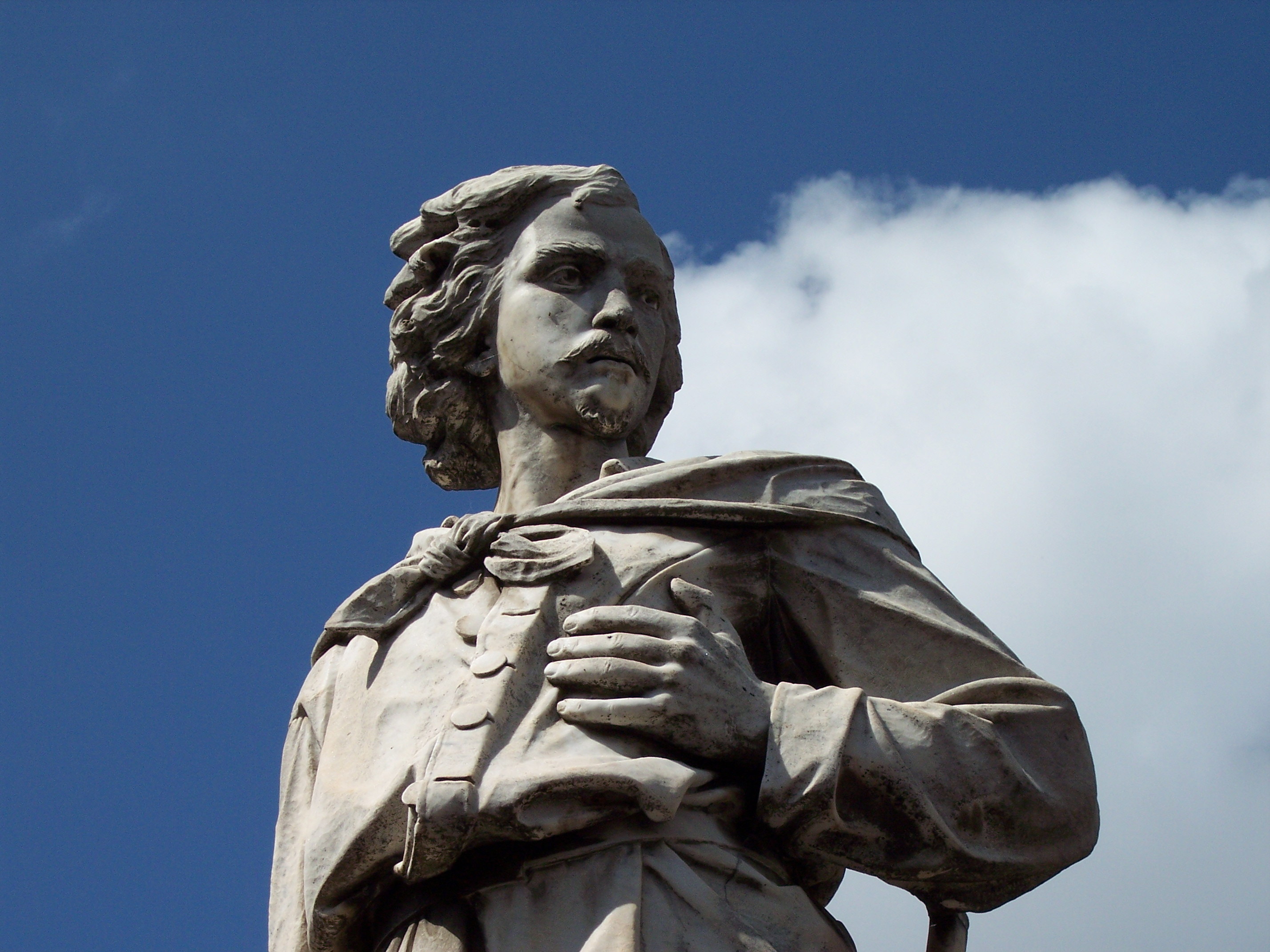
Statua dedicata a Giovanni Battista Falcone di Acri

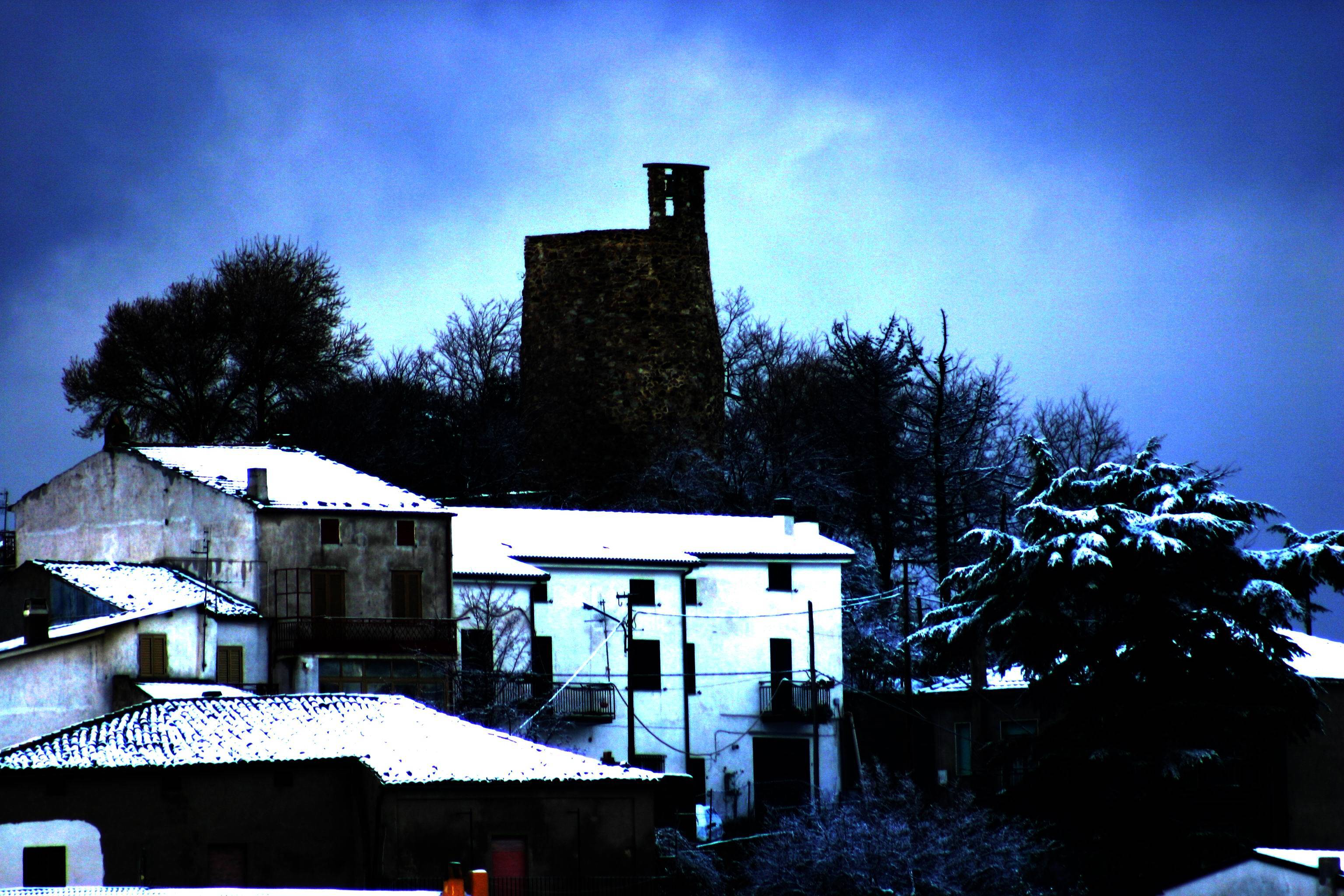
Veduta notturna del Castello

- Chiesa e convento dei Padri Cappuccini del 1590 grazie a don Antonio Le Pera, contava fra le altre cose 18 celle, il refettorio, il laboratorio e la foresteria, si ritrovano all'interno del chiostro opere di un artista sconosciuto dei primi del Settecento,nei pressi dell'altare vi è una statua, la Madonna dei Bisogni, consegnata al popolo di Acri da Sant'Angelo d'Acri.
- Chiesa di San Nicola Ante Castillum (San Nicola di Mjra) Ricostruita nei primi del Quattrocento, probabilmente edificata intorno al X-XI secolo.Nel 2012 ad opera della sovrintendenza della Calabria è stata completamente restaurata, riportando alla luce la sua sobria struttura alto-evale con otto monofore, è il presbiterio di stile Bizantino-gotico, nelle opere di consolidamento è stata scoperta parte della vecchia struttura originaria di una precedente chiesa, databile intorno all'VIII secolo; la riapertura al culto è avvenuta il 3 ottobre 2012.

Tale epoca è stata valutata osservando l'arco a sesto acuto di tufo, dove, in forma molto simile, è presente anche nella Cattolica di Stilo di Rossano.
Nella platea del Vescovo Ruffino viene menzionata la riapertura al culto dopo il terribile terremoto del 1080-1081, e la consacrazione di cinque preti di rito greco.
- Chiesa di Santa Maria Maggiore, elencata nella platea duecentesca del vescovo Ruffino da Bisignano del 1269 vi si ammira sia lo stile romanico che barocco, la volta un tempo dipinto per via di un incendio (del 1780) è andata perduta, ma venne poi ricostruita. Durante i lavori del 2004 e successivamente in quelli del 2007 si fecero numerose scoperte sull'edificio, che datano con certezza la chiesa al periodo protocristiano.
- Chiesa di Santa Caterina, dedicata originalmente a Sant'Agostino, venne probabilmente costruita intorno al 1500. Distrutta in parte dal terremoto del 1638, grazie all'opera di Giuseppe Leopodo Sanseverino, principe di Acri e Bisignano venne restaurata. Si ritrovano una tela di Cristoforo Santanna (1767), una tela del trionfo della croce di artista ignoto del XII secolo, un olio su tela del XVI secolo, ed una tela di Santa Caterina del XVII secolo.
- Chiesa di San Nicola da Belvederein antico titolata (San Nicola del Campo) di antico rito greco, situata nell'antico quartiere Casalicchio (da piccolo casale) è presente nella platea del vescovo Ruffino da Bisignano, con descrizione della sua riapertura al culto, dopo il terribile terremoto del 1080, di tale chiesa si racconta per la prima volta nel 1070 in occasione del regalo che la Regina Giovanna d'Angiò fece al conte Simone Cofone di Acri e di Padia. Sull'edificio si trova un piccolo campanile costruito in mattoni e pavimento colorato e un bassorilievo che raffigura San Nicola che impugna una grande chiave sul portone d'ingresso.
- Chiesa Parrocchiale di San Giacomo Apostolo. La Chiesa di San Giacomo Apostolo sita nella frazione della Città di Acri, di San Giacomo d'Acri, sorge nel 1897 per volontà del Cav. Giacomo Falcone e dell'intera comunità ed eretta a parrocchia autonoma, distaccandosi da quella di Santa Maria Maggiore, il 15 maggio 1921 per volontà di Sua Ecc. Mons. Salvatore Scanu Vescovo di San Marco - Bisignano. Nel tempo ha conosciuto diversi interventi di ristrutturazione a causa del terremoto del 1908 e dell'incendio del 1935. Oggi si presenta come un edificio ecclesiastico di notevole importanza storica, civile e religiosa. L'identità dei sangiacomesi si rifà, inevitabilmente, alla figura dell'Apostolo Giacomo, patrono della comunità, che viene solennemente festeggiato il 25 luglio. La storia della comunità sangiacomese e della sua parrocchia è stata pubblicata nel testo "Ab Ecclesia Condita" scritto per il centenario che si è celebrato nel 2021. La documentazione necessaria è custodita nell'archivio storico parrocchiale fruibile e accessibile per chiunque voglia saperne di più.

### Architetture civili

#### Anfiteatro
Il teatro all'aperto, tradizionalmente noto come "anfiteatro", è spesso sede di concerti ed eventi come il premio Padula e il Siluna fest.

## Società

### Evoluzione demografica
Abitanti censiti

### Etnie e minoranze straniere
Secondo l'ISTAT al 31 dicembre 2018 la popolazione straniera residente era di 721 persone.

#### Lingue e dialetti
Il dialetto di Acri è una lingua romanza, deriva dal latino parlato, anche se conserva tracce stratificazioni degli idiomi delle dominazioni che si sono susseguite.
Fra le principali caratteristiche del dialetto di Acri, rispetto all'italiano:
-Aggiunta degli "EA" nelle finali di parole e verbi (es. accattatu in calabrese cosentino diventa accatteatu in acrese)
- la trasformazione delle vocali "O" ed "E" dell'italiano rispettivamente nelle vocali "U" ed "I" (per
es., vinu = vino; pani = pane);
- la trasformazione della lettera "B" dell'italiano in "V" (vasciu = basso); tuttavia quando la "B" è
preceduta dalla "M" ne assume il suono (assimilazione progressiva: gamma = gamba);
- caratteristica singolare del dialetto di Acri è quella di mutare in "D" la consonante "L" seguita da
vocale; ad es. in calabrese "mela" diventa "mida", nel dialetto acrese: "midu"; "luci" (luce) diventa "duci".
Il dialetto più simile all'acrese è il coriglianese della confinante Corigliano con alcune influenze cosentine.

## Cultura

### Musei e Biblioteche
All'interno del palazzo Falcone, nel cuore del centro storico, è presente il MACA Museo Arte Contemporanea Acri, il Museo del Beato Angelo nei locali del convento dei Padri Cappuccini e la Biblioteca Comunale nei locali della Fondazione Padula. Di rilevanza il Museo del Risorgimento intitolato a Giovanni Battista Falcone.
È anche presente il Museo Micologico Permanente di Acri.

### Media

#### Televisione
EATV fondata il 1 Dicembre 2016, Canale 623 del digitale terrestre.

#### Radio
Radio Acheruntia, fondata nel 1977.

## Economia
Occupazione: Tasso di occupazione : 38.4 !! Tasso occupazione giovanile (15-29 anni) : 24.2
Disoccupazione Tasso di disoccupazione :18.5 Tasso disoccupazione giovanile (15-29 anni) : 47.5
Tasso occupazione: Per settore : terziario: 37.7%,settore industriale: 24%,settore agricolo: 24.1%,commercio: 14.2%
Tasso occupazione :In professioni : Ad alta-media specializzazione: 24 % , Artigiane, operaie o agricole: 20.7 %, A basso livello di competenza:33.4 %.
Nel territorio di Acri si coltivano l'olivo, il castagno, il noce, il ciliegio, il nocciòlo, la vite e nella zona silana il melo, il pero, il susino, l'amareno (amarello), il grano, il mais, la patata. Importante è anche la produzione di salumi di ogni genere di cui Acri vanta un'esperienza millenaria. Fiorenti sono le attività artigianali, sono presenti sul territorio delle aziende industriali di piccole dimensioni. Dal Medioevo fino ai primi del 1940 la città vantava una fiorente lavorazione del baco da seta, che fu poi abbandonata con l'avvento della seta sintetica e della seta cinese, che decretò la fine di molti opifici e setifici presenti sul territorio. È inoltre iniziato l'allevamento sperimentale del suino nero calabrese, presso il centro sperimentale E.S.A.C nella struttura dell'ex salumificio cittadino, in contrada Finocchio.

## Infrastrutture e trasporti
Il comune è interessato dalla Strada statale 660 tra Acri e Cosenza.

## Amministrazione
| Periodo         | Periodo         | Primo cittadino    | Partito          | Carica                  | Note                                                     |
| --------------- | --------------- | ------------------ | ---------------- | ----------------------- | -------------------------------------------------------- |
| 1994            | 1998            | Pasquale Zanfini   | PDS              | sindaco                 |                                                          |
| 1998            | 1999            | Angelo Rocco       | Uniti nell'Ulivo | sindaco                 |                                                          |
| 1999            | 2000            | Patrizia Sirimarco | Indipendente     | Commissario Prefettizio |                                                          |
| 2000            | 2005            | Nicola Tenuta      | Destra           | sindaco                 | Amministrazione Tenuta I                                 |
| 2005            | 2010            | Elio Coschignano   | DS PD            | sindaco                 |                                                          |
| 2010            | 2012            | Gino Trematerra    | UDC              | sindaco                 |                                                          |
| 2012            | 2013            | Luigi Maiorano     | UDC              | Vice Sindaco            |                                                          |
| 2013            | 9 febbraio 2017 | Nicola Tenuta      | Liste civiche    | Sindaco                 | Amministrazione Tenuta II (Dimissioni della maggioranza) |
| 9 febbraio 2017 | 25 giugno 2017  | Maria Vercillo     | Indipendente     | Commissario prefettizio |                                                          |
| 25 giugno 2017  | 27 Giugno 2022  | Pino Capalbo       | PD               | Sindaco                 | Amministrazione Capalbo I                                |
| 28 Giugno 2022  | In Carica       | Pino Capalbo       | PD               | Sindaco                 | Amministrazione Capalbo II                               |

## Sport

### Calcio
La principale società calcistica è l'Acri, fondata nel 1926 . Vanta 11 presenze nel campionato di serie Serie D  oltre a 2 Supercoppa Calabria e 1 Coppa Italia Dilettanti Calabria:  

### Calcio a 5
Nel calcio a 5 il Calcio Acri giochera' la stagione 2024/2025 nella Serie A2 di calcio a 5 il secondo livello nazionale.

### Impianti sportivi
• Stadio Comunale "Pasquale Castrovillari".
• Bocciodromo Comunale "Antonio Basile".
• Palazzetto dello sport.